# Latrinkatastrofen i Erfurt
Latrinkatastrofen i Erfurt (tysk: Erfurter Latrinensturz) var en begivenhed, der fandt sted i Erfurt i Tyskland i 1184, hvor et stort antal adelige fra hele det tysk-romerske rige mødtes i et enkelt rum i Skt. Peters Kirke, hvor deres samlede vægt fik gulvet til at kollapse ned i latrinet under kælderen og førte til, at en lang række adelige druknede i afføring. Mindst 60 mennesker mistede livet i ulykken.